# Émile Prud'homme
Pour les articles homonymes, voir Prud'homme.
Émile Prud'homme est un accordéoniste et chef d'orchestre français, né le 6 mars 1913 à Aubervilliers (Seine) et mort le 17 juillet 1974  à Évecquemont (Yvelines),.
Il a été notamment l'accompagnateur d'Édith Piaf.
Sa tombe se trouve au cimetière de Triel-sur-Seine (Yvelines).

## Discographie
Discographie plus complète sur Encyclopédisque
- Musette tyrolienne
- Roucoulades d'oiseaux
- Tourbillonnette
- Bouquet d'étincelles (avec Jean Peyronnin)
- Brasier d'or (avec Jean Peyronnin)
- Chantaline (avec Jean Peyronnin)
- Marivaudages (avec L. Sponnagel)
- Le Réveil du Square (avec Pandéra)
- Le merle chante
- Rêves d'oiseaux (avec Georges Goldberg)

## Filmographie
- 1930 :  Sous les toits de Paris de René Clair
- 1936 :  Un mauvais garçon de Jean Boyer : L'accordéoniste
- 1939 :  Circonstances atténuantes de Jean Boyer
- 1944 : Bonsoir mesdames, bonsoir messieurs de Roland Tual : L'accordéoniste-chanteur Coulon
- 1945 : L'Accordéon et ses vedettes de Léo Sevestre : Lui-même - court métrage -
- 1947 : Mandrin de René Jayet
- 1947 : L'homme traqué de Robert Bibal
- 1953 : Le Gang des pianos à bretelles de Gilles de Turenne : Émile Prévost
- 1955 : Impasse des vertus de Pierre Méré  : L'accordéoniste
- 1959 : Ça n'arrive qu'aux vivants de Tony Saytor : Bernard Mauduy
- 1967 : Les Grandes Vacances de Jean Girault : Mimile